# Bismarckturm (Aachen)

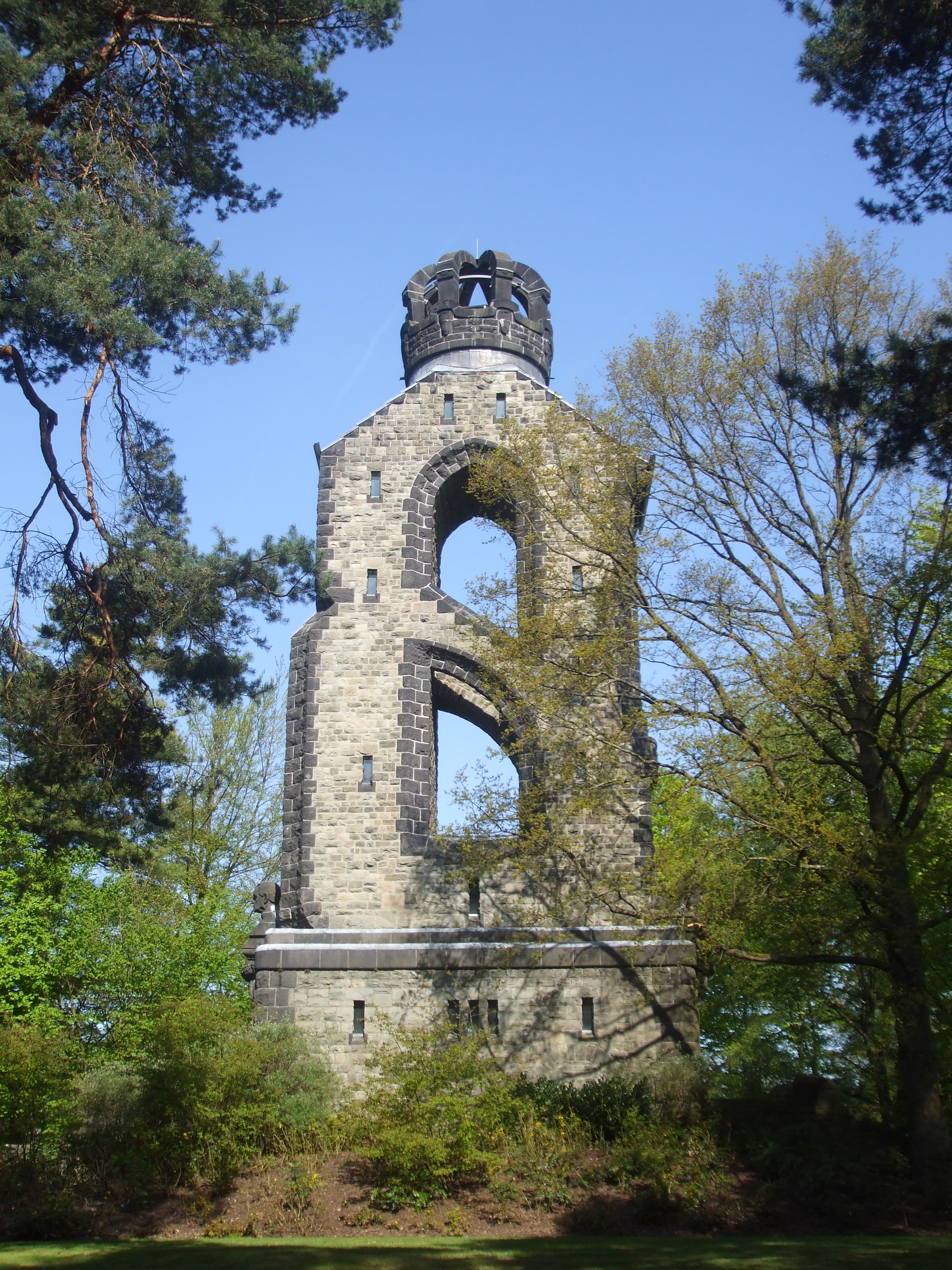
Bismarckturm 2008

Der Aachener Bismarckturm ist einer von 173 noch vorhandenen der ehemals 240 Bismarcktürme und Bismarcksäulen, die zum Andenken an den Gründer des Deutschen Reiches Otto von Bismarck (1815–1898) weltweit erbaut worden sind.

## Geschichte
So wie die meisten Bismarcktürme und -säulen, die zwischen 1869 und 1934 errichtet worden sind, ist auch der Aachener Bismarckturm Anfang des 20. Jahrhunderts in Auftrag gegeben und am 22. Juli 1907 durch den damaligen Bürgermeister Philipp Veltman eingeweiht worden. Die Anregung für dieses Vorhaben kam von der Studentenschaft der Technischen Hochschule Aachen. Ihr Ausschuss bildete gemeinsam mit einigen einflussreichen Aachener Bürgern unter Vorsitz des Gerichtsassessors a. D. Robert von Görschen (1829–1914) ein Denkmalkomitee, um diese Idee zu realisieren. Am 26. April 1904 stimmte dann die Stadtverordnetenversammlung diesem Plan unter dem Motto „… des nationalen Gedankens wegen wie auch der Festigung und Erhaltung der Eintracht unserer Stadt“ zu. Damit sollte auch an die Zeit erinnert werden, in der Otto von Bismarck als Regierungsreferendar in Aachen tätig war, bevor er in die Politik ging.

## Beschreibung des Turmes

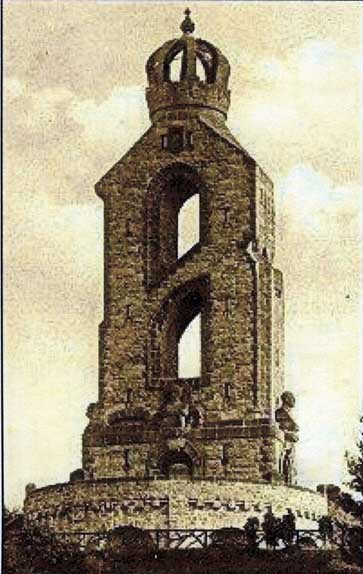
Bismarckturm 1910

Der Aachener Bismarckturm wurde von dem Architekten Georg Frentzen entworfen und nach Erteilung der Baugenehmigung von der Firma Boswau & Knauer aus Berlin gebaut. Der Turm besteht aus einem halbrunden, ca. fünf Meter hohen Sockelgeschoss, welches in fünf gleichartige Segmente unterteilt und über zwei Treppenaufgänge zu ersteigen ist. Die einen Meter hohe Werksteinbrüstung über der Korböffnung wird von einem mehrteiligen Zinnenfries getragen. Über dem Sockelgeschoss erhebt sich ein axial-symmetrisches Untergeschoss von etwas über elf Meter Höhe mit drei Rundbogenportalen, an deren Schlusssteinen die von Karl Krauß entworfenen Büsten von Otto von Bismarck, Helmuth von Moltke, und Albrecht von Roon aus Basaltstein angebracht sind. Auf dem Untergeschoss sitzt nun der eigentliche Turm mit 9,80 Meter Höhe, quadratisch und viergeschossig, in Form eines stilisierten „B“ auf. Er schließt mit einer Aussichtsplattform, die über zwei Wendeltreppen erreichbar ist, ab. Das oberste Segment dieses Denkmals bildet eine 5 Meter hohe Herzogskrone mit einem aufgesetzten Reichsapfel an Stelle einer Feuerschale, wie sie sonst bei den meisten anderen Türmen üblich war. Am oberen Ende des beschriebenen Turm-Schaftes, direkt unterhalb dieser Herzogskrone, wurde das Bismarckwappen angebracht. Der Reichsapfel der Herzogskrone ist mittlerweile aber nicht mehr zu sehen, da er, möglicherweise im Rahmen von Renovierungsarbeiten, vor dem Jahr 1986 entfernt worden war.
Der Bismarckturm war über Jahrzehnte hinweg stets als Aussichtsturm genutzt worden und ist nach den letzten eingehenden Sanierungsarbeiten zwischen 1999 und 2005 auch heutzutage immer noch ein beliebtes Ausflugsziel und für die Öffentlichkeit zugängig. Er befindet sich im Bereich des Aachener Ehrenfriedhofs im Stadtteil Aachen-Burtscheid.